# Tunau
Tunau es un municipio de unos 180 habitantes en el distrito de Lörrach en Baden-Wurtemberg, Alemania. Está ubicado al borde del valle del Wiese, aproximadamente 35 km al sur de Friburgo. Barrios de Tunau son Bischmatt y Michelrütte. Tunau es miembro de una asociación administrativa (mancomunidad) con sede en Schönau en la Selva Negra.

## Enlaces
- Wikimedia Commons alberga una categoría multimedia sobre Tunau.
- Página de Tunau en el sitio web de la asociación administrativa